# Justicia lancifolia
Justicia lancifolia là một loài thực vật có hoa trong họ Ô rô. Loài này được (Nees) V.M. Badillo mô tả khoa học đầu tiên năm 1947.